# USS Lyndon B. Johnson (DDG-1002)
El USS Lyndon B. Johnson (DDG-1002) será el tercer y último destructor de la clase Zumwalt. El contrato para construirlo fue otorgado a Bath Iron Works ubicado en Bath (Maine) el 15 de septiembre de 2011. La adjudicación, junto con los fondos para la construcción del USS Michael Monsoor, valieron 1826 millones de dólares. El 16 de abril de 2012, el secretario de Marina, Ray Mabus, anunció que el barco se llamaría Lyndon B. Johnson en honor a Lyndon B. Johnson, quien se desempeñó como el 36.º presidente de los Estados Unidos de 1963 a 1969. Johnson sirvió en la Armada durante la Segunda Guerra Mundial, cuando recibió la Estrella de Plata y finalmente alcanzó el rango de comandante de la Reserva Naval de los Estados Unidos. DDG-1002 es el barco número 34 nombrado por la Armada en honor a un presidente de los Estados Unidos.

## Nombre

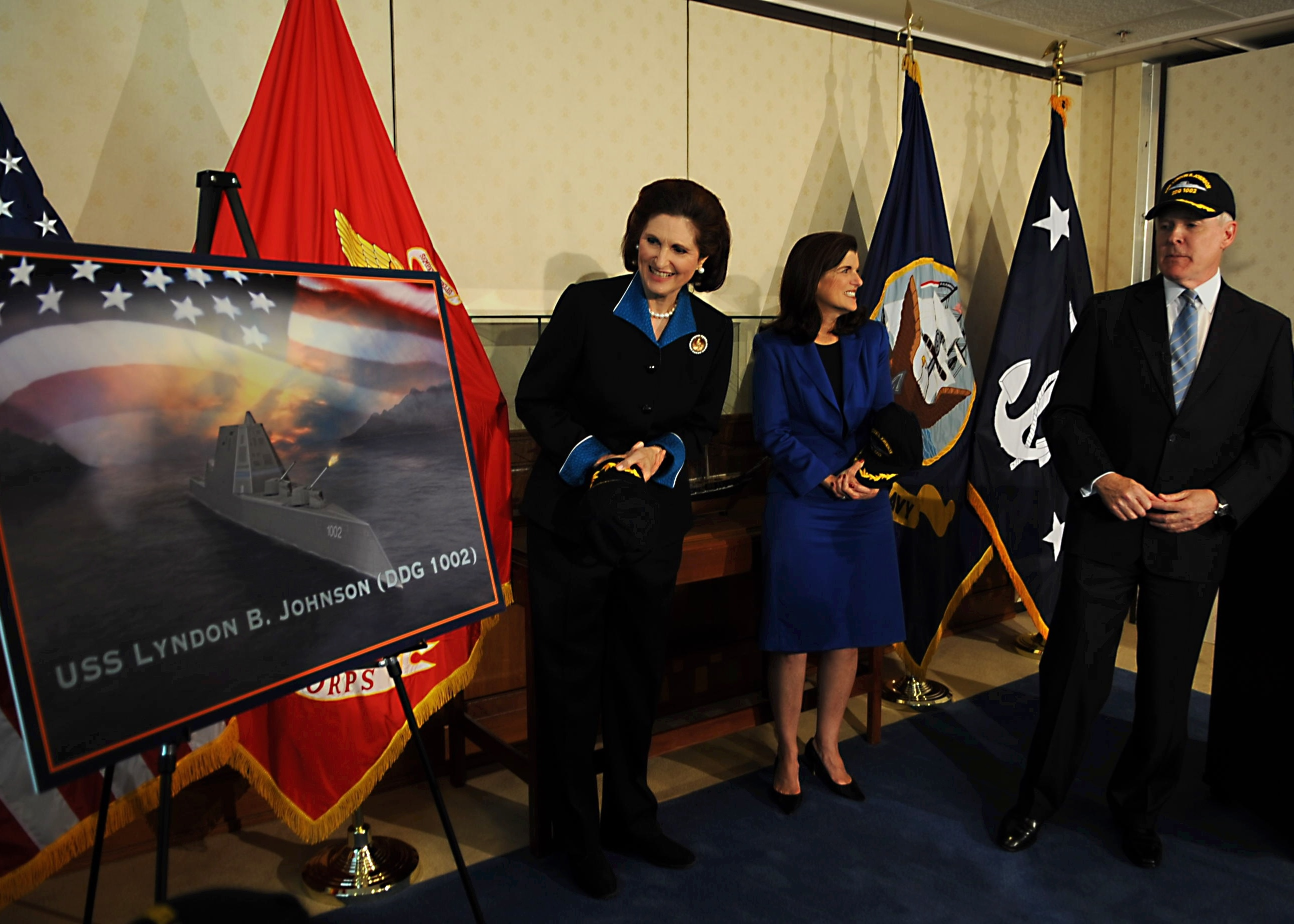
Ceremonia en la cual se anuncia el nombre del nuevo buque.

Fue bautizado USS Lyndon B. Johnson en honor al 36.º presidente de los Estados Unidos Lyndon B. Johnson (1961-1963), quien luchara en la Segunda Guerra Mundial con la Reserva Naval. El destructor es la 34.ª nave en llevar el nombre de un mandatario estadounidense.
El 16 de abril de 2012 El Secretario de Marina (SECNAV) Ray Mabus, anunció que el próximo destructor de la clase Zumwalt se llamará USS Lyndon B. Johnson durante una ceremonia en El Pentágono. La selección de Lyndon B. Johnson, designado DDG 1002, continúa la tradición de la Marina de nombrar a los barcos con nombres de presidentes y honra al 36.° presidente de la nación. Durante la inauguración estuvieron presentes las patrocinadoras del barco, Lynda Bird y Luci Baines Johnson, hijas del expresidente estadounidense.

## Construcción

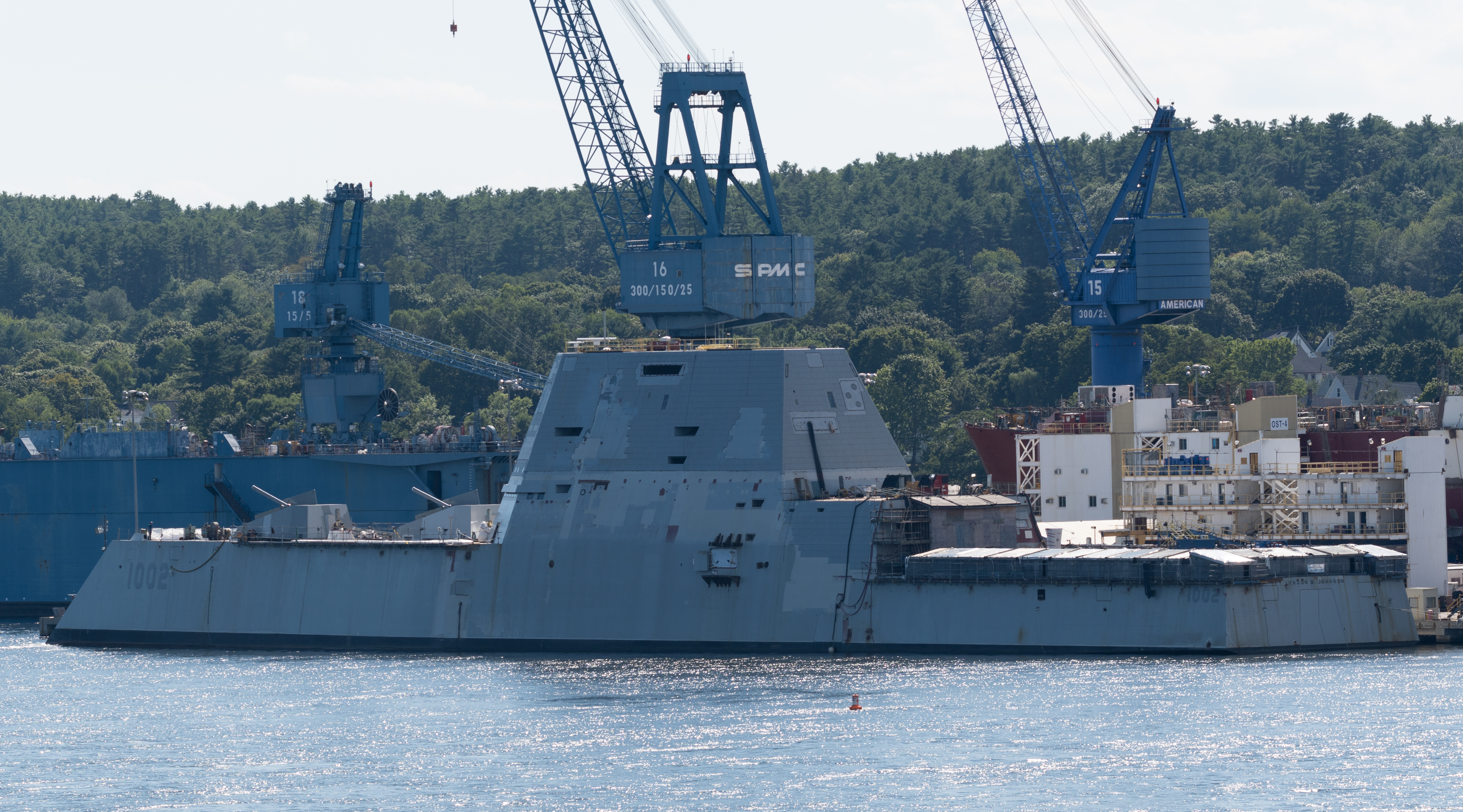
El USS Lyndon B. Johnson (DDG-1002) durante el proceso de equipamiento en el año 2020

Lyndon B. Johnson será un destructor de clase Zumwalt. Aunque originalmente se planearon 32 barcos para esa clase de barco, la Marina de los EE. UU. finalmente redujo este número a tres unidades.  Diseñados como barcos multimisión con énfasis en el ataque terrestre y la guerra litoral, la clase presenta la forma del casco de la casa rodante, que recuerda a los buques de guerra acorazados. En enero de 2013, la Marina solicitó ofertas para una caseta de acero como opción para Lyndon B. Johnson en lugar de las estructuras compuestas de los otros barcos de la clase. Este cambio se realizó en respuesta a los sobrecostos de la estructura compuesta, pero debido a los estrechos márgenes de peso en la clase, esto requirió ahorros de peso en otras partes del barco.
En febrero de 2015, la Marina estadounidense reveló que habían comenzado estudios de ingeniería para incluir un cañón de riel electromagnético en el USS Lyndon B. Johnson. La clase Zumwalt ha sido identificada como más adecuada para usar tecnologías emergentes, como cañones de riel, debido a su capacidad de generación de electricidad superior a los destructores y cruceros anteriores de 80 megavatios; Lyndon B. Johnson se estaba estudiando específicamente porque es el último de su clase, mientras que los dos barcos anteriores tendrían menos probabilidades de desplegar inicialmente la capacidad debido al calendario de pruebas. El cañón de riel probablemente reemplazaría uno de los dos sistemas avanzados de armas. Para marzo de 2016, la construcción estaba demasiado avanzada para instalar el cañón de riel durante la construcción, aunque aún podría agregarse más tarde. Sin embargo, en 2022, la Marina detuvo por completo el desarrollo de cañones de riel, lo que hace que dicha instalación sea muy poco probable en el futuro cercano.
En septiembre de 2015, se informó que los funcionarios del Departamento de Defensa de EE. UU. estaban considerando cancelar la financiación del Lyndon B. Johnson antes de su finalización. Aunque se consideró como una medida de ahorro de costos, probablemente no fue posible cancelar el tercer barco de Zumwalt en esa etapa, y podría haber terminado costando más después de pagar los costos de cierre del programa y las multas por rescisión del contrato. Para diciembre de 2015, el Pentágono se había decidido a favor de quedarse con el barco.
Los dos AGS del barco solo pueden disparar la ronda LRLAP . La adquisición de LRLAP se canceló en 2016, y la Marina no tiene planes para reemplazarla. Como tal, los cañones no se pueden usar y el barco no puede proporcionar apoyo de fuego naval. La Marina ha rediseñado la clase Zumwalt para la guerra de superficie.
Esta nave está bajo construcción en Bath Iron Works (perteneciente a General Dynamics) en Bath, Maine. Fue ordenado el 15 de septiembre de 2017 y la colocación ceremonial de la quilla del Lyndon B. Johnson tuvo lugar el 30 de enero de 2017, momento en el que la construcción del barco estaba casi terminado. Fue botado el 9 de diciembre de 2018 en Bath, Maine. Fue bautizado el 27 de abril de 2019 por Luci y Lynda Johnson, hijas del presidente.
El 12 de enero de 2022, el barco partió de Bath hacia Ingalls Shipbuilding en Pascagoula, Mississippi, donde se activarán los sistemas de combate, y se espera que entre en servicio en 2024.